# دابلانک
دابلانک (به لاتین: Dublanc) یک روستا در دومینیکا است که در پریش سنت پیتر، دومینیکا واقع شده‌است.

## خصوصیات
دابلانک ۴۲۳ نفر جمعیت دارد و ۸٫۲۳ متر بالاتر از سطح دریا واقع شده‌است.